# Kalliojärvi (sjö i Ylöjärvi, Birkaland)
Kalliojärvi är en sjö i kommunen Ylöjärvi i landskapet Birkaland i Finland. Sjön ligger 136,5 meter över havet. Arean är 56 hektar och strandlinjen är 4,8 kilometer lång. Sjön  ingår i Kumo älvs huvudavrinningsområde.   Den ligger omkring 53 km norr om Tammerfors och omkring 210 km norr om Helsingfors. 